# 애머스 비워트
애머스 비워트(Amos Biwott, 1947년 9월 8일 ~ )는 전 케냐의 육상 선수로 1968년 멕시코시티 올림픽 3000m 장애물경주 금메달리스트이다.
난디에서 태어난 비워트는 자신이 멕시코시티에서 놀라운 승리를 거둔 이래 장거리달리기에 블랙 아프리카가 장악하는 데 개척을 이룬 장애물경주 출전 케냐 선수들의 긴 라인 중의 최초였다.
올림픽이 열리기 전에 장애물달리기에서 3번 밖에 많이 달린 적이 없던 그는 자신의 기술이 가장 좋지 않고, 당시의 만화적인 시골뜨기의 장애물넘기 스타일을 이용하였다. 그는 장벽에 하나의 발도 닿지 않는 용기를 가진 첫 선수가 되었으나 하나의 거창한 노력에서 전체의 장애물들을 제거하면서 절반의 1.1초 차이로 습관적인 제거를 줄였다. 그는 올림픽에서 출전 자격 예선과 동료 벤저민 코고를 0.6초 차이로 꺾고 우승한 결승전 둘다에서 완료적으로 마른 발로 결승선을 지난 단 하나의 선수였다.
그의 황금적인 순간 후에 비워트의 육상 경력이 서서히 기울어졌다. 1970년 에딘버러에서 열린 코먼웰스 게임에서 3위, 뮌헨 올림픽에서 6위를 하고 1974년 영연방 경기에서 8위와 함께 자신의 경력을 끝냈다.
육상 경력 후에 비워트는 1978년 자신이 도둑질한 죄로 기소당하여 자신의 불명예스러운 배반까지 케냐의 교도소 업무에 일하였다. 그후에 경기장에서 야경꾼이 되었다.